# Produce 101 (seconda edizione)
La seconda edizione di Produce 101 è stata trasmessa su Mnet dal 7 aprile al 16 giugno 2017. Gli undici concorrenti vincitori (Kang Daniel, Park Ji-hoon, Lee Dae-hwi, Kim Jae-hwan, Ong Sung-woo, Park Woo-jin, Lai Kuan-lin, Yoon Ji-seong, Hwang Min-hyun, Bae Jin-young e Ha Seng-un) sono state scelti tra 101 candidati provenienti da cinquantasei agenzie di spettacolo e hanno debuttato il 7 agosto 2017 con il nome di Wanna One (워너원?, Woneo-wonLR) sotto la YMC Entertainment.

## Produzione
Per preparare i ragazzi, furono riuniti diversi artisti. I cantanti Lee Seok-hoon e Shin Yoo-mi si occuparono delle lezioni di canto, i rapper Cheetah e Don Mills del rap, mentre Kahi e Kwon Jae-seung del ballo. BoA sostituì Jang Keun-suk nel ruolo di presentatrice del programma, mentore dei concorrenti e rappresentante dei telespettatori.
I ragazzi furono trasferiti nei dormitori il 26 febbraio 2017 e le riprese cominciarono poco dopo. Furono svelati per la prima volta durante l'episodio 514 di M Countdown il 9 marzo seguente. Il gruppo fu presentato da BoA ed eseguì la canzone dello show, "It's Me (Pick Me)". Il 31 marzo si esibirono con lo stesso brano al Gocheok Sky Dome prima della partita di baseball tra LG Twins e Nexen Heroes. Inoltre, il concorrente Lee Dae-hwi fece il primo lancio cerimoniale, con Kim Samuel della Brave Entertainment alla battuta.

### Controversie
Secondo quanto riportato da Ilgan Sports al termine di marzo 2017, un concorrente aveva parlato ai media della discriminazione operata sui partecipanti; in particolare, pasti e permessi per andare al bagno erano gestiti in base al voto ricevuto durante la prima esibizione, e si verificavano episodi di bullismo e plagio delle coreografie.
Han Jong-youn della Maroo Entertainment lasciò il programma a causa di un grave scandalo per bullismo e molestie sessuali. Un suo presunto ex-compagno di classe lo accusò di averlo fatto masturbare davanti ai suoi amici, di averlo costretto a combattere con loro e di averlo rinchiuso a chiave nello sgabuzzino delle pulizie. Anche Ha Min-ho della The Vibe Label abbandonò show e agenzia quando trapelò che presumibilmente aveva cercato di intrattenere relazioni sessuali con una fan minorenne, e fu accusato di molestie sessuali e bullismo nei confronti della sua ragazza durante le scuole medie.
Kwon Hyun-bin della YGKPLUS cancellò tutti i suoi post di Instagram a causa di ripetuti commenti negativi giunti in risposta al quarto episodio, in cui fu visto immotivato e duramente ripreso per non essersi esercitato. Dopo l'esibizione grazie alla quale la sua squadra vinse la sfida ed egli ottenne il punteggio più alto, affermò di voler veramente debuttare come cantante e di aver messo a rischio tutto, ma i netizen lo criticarono per la "mancanza di sincerità".
In occasione del round tenutosi nell'episodio 8, quattro concorrenti furono accusati di aver barato cercando di manipolare la votazione online che avrebbe deciso l'assegnazione dei brani. Fu riferito che Kang Daniel della MMO Entertainment aveva indicato quale canzone preferisse alterando il numero di emoji a forma di gatto nella sua biografia di Instagram rispondendo alla richiesta dei suoi fan. Lee Ki-won della 2Y Entertainment pubblicò su Instagram la frase "O Ki-won > Sa Ki-won Sam Ki-won I Ki-won", con la quale suggeriva che il quinto brano fosse da preferire (cinque, in coreano, si dice "o"); la sua agenzia gli proibì di utilizzare i social network fino al termine dello show, ma in seguito rivelò che il post in questione era stato un tentativo del suo staff di aumentarne la popolarità e che egli ne era all'oscuro. Anche Kim Dong-bin della Kiwi Media Group rimase coinvolto a causa di alcune screenshot di messaggi su KakaoTalk nei quali suo padre indicava al presidente del fanclub le canzoni da votare; lo stesso valse per Lim Young-min della Brand New Music, che fece sapere ai fan cosa scegliere tramite suo fratello. I quattro furono penalizzati venendo banditi dalle canzoni in questione, tranne Im, che fu punito alla valutazione seguente perché fu scoperto soltanto dopo la registrazione della puntata.

## Episodi

### Episodio 1 (7 aprile 2017)
Uno dopo l'altro, i concorrenti di ogni agenzia entrano in studio, dove i posti a sedere sono disposti a piramide e numerati da 1 a 101. Ciascuno sceglie la sedia che preferisce, ed è Jang Moon-vok della ONO Entertainment ad accomodarsi definitivamente sulla numero 1 in cima alla piramide. Dopodiché entrano BoA e gli insegnanti, che procedono a valutare le esibizioni preparate in anticipo, grazie alle quali i ragazzi vengono giudicati in base a capacità e talento e ricevono un voto da A, il più alto, a F, il più basso, escludendo la lettera E. Divisi per lettera, i concorrenti formano delle classi temporanee con cui svolgere gli allenamenti. Alla fine dell'episodio viene mostrata la classifica popolare, con Park Ji-hoon della Maroo Entertainment al primo posto.

### Episodio 2 (14 aprile 2017)
Le valutazioni terminano e i ragazzi vengono smistati nei dormitori in base al voto ricevuto. BoA annuncia che si esibiranno a M! Countdown con il brano "It's Me (Pick Me)", del quale dovranno imparare testo e coreografia nei giorni successivi, dopodiché saranno valutati nuovamente. La distribuzione delle parti e la partecipazione complessiva all'esibizione saranno determinate dal voto finale, con i membri del gruppo A che avranno maggior risalto e i membri del gruppo F che faranno da ballerini sullo sfondo. Dopo tre giorni di pratica, ciascun concorrente si filma mentre esegue "It's Me (Pick Me)" ed è destinato alla classe definitiva. Ciascuno riceve dai mentori una scheda recante il nuovo voto, poi lo staff chiede ai ragazzi di spostarsi nelle nuove aule. L'episodio termina con un membro non identificato del gruppo F che entra a far parte nel gruppo A.

### Episodio 3 (21 aprile 2017)
I ragazzi si spostano nei nuovi gruppi dopo essere stati rivalutati. Tre appartenenti al gruppo F salgono alla classe superiore: Yoon Hee-seok della Jellyfish Entertainment e Jeong Won-cheol della HF Music Company si spostano nella B, mentre Kim Tae-dong della The Vibe Label nella A. Iniziano a provare "It's Me (Pick Me)", poi gli appartenenti alla classe A eseguono delle performance singole preparate in un'ora: agli altri ragazzi viene chiesto di scegliere quello che preferiscono, e il più votato sarà il centro dell'esibizione. Il prescelto è Lee Dae-hwi della Brand New Music Entertainment. Dopo la performance a M! Countdown, BoA annuncia che alla prova successiva verranno eliminati i 40 concorrenti risultanti agli ultimi posti della classifica popolare (da 61 a 101). La missione prevede un'esibizione a gruppi al cospetto di un pubblico, eseguendo il brano di un gruppo maschile. Essendo il centro di "It's Me (Pick Me)", Lee Dae-hwi sceglie per primo i componenti della propria squadra (da cinque a sette), mentre gli altri quindici capigruppo vengono stabiliti estraendo a sorte dei bussolotti. I capigruppo competono poi in una gara di corsa per l'assegnazione delle canzoni, ma soltanto i primi otto arrivati ricevono il brano prescelto e possono scegliere una squadra da sfidare. Ogni brano viene così eseguito dal vivo da due gruppi e ciascun membro viene valutato singolarmente dal pubblico presente; i voti di ognuno vengono poi sommati per determinare il punteggio totale del gruppo e la squadra vincitrice tra le due. I componenti delle squadre vincenti riceveranno 3000 punti in più a testa. Il punteggio totale di ogni ragazzo, valido per la compilazione della classifica definitiva, verrà determinato sommando in seguito i voti pervenuti tramite Internet. Il gruppo con più voti ottiene anche la possibilità di esibirsi nuovamente a M! Countdown.
In questo episodio vengono mostrate le prove e le esibizioni dei seguenti gruppi:
- 10 Out of 10 dei 2PM

Squadra 1: Yoon Ji-seong (leader, centro, controcanto), Lee Hoo-lim (controcanto), Kim Hyeon-woo (controcanto), Yoon Jae-chan (voce principale), Kim Tae-woo (rapper), Kim Tae-min (rapper)
Squadra 2: Park Woo-jin (leader, rapper), Roh Tae-hyun (voce principale), Yoo Yong-bin (controcanto), Hong Eun-ki (centro, controcanto), Byun Hyun-min (controcanto), Ahn Hyeong-seop (controcanto), Yoon Yong-bin (rapper)
Vincitore: Squadra 2
- Call Me Baby degli EXO

Squadra 1: Jeong Won-cheol (leader, controcanto), Yoon Hee-seok (controcanto), Kim Dong-han (centro, controcanto), Kim Seong-lee (voce principale), Jang Moon-vok (rapper), Seong Hyun-woo (rapper)
Squadra 2: Joo Jin-woo (leader, voce principale), Ha Min-ho (centro, rapper), Jang Dae-hyeon (rapper), Lee Seo-kyu (controcanto), Jeong Si-hyun (controcanto), Kim Dong-bin (controcanto)
Vincitore: Squadra 1

### Episodio 4 (28 aprile 2017)
Salgono sul palco uno dopo l'altro i dodici gruppi restanti, così composti:
- Replay degli SHINee

Squadra 1: Yeo Hwan-ung (leader, controcanto), Choi Min-gi (controcanto), Justin (centro, controcanto), Lee Gwang-hyun (controcanto), Zhu Zhengting (controcanto), Lee Keon-hee (voce principale)
Squadra 2: Yu Jin-won (controcanto), Choi Tae-woong (controcanto), Kim Sang-kyun (centro, controcanto), Kim Jae-han (voce principale), Ryu Ho-yeon (controcanto), Joo Jin-woo (controcanto)
Vincitore: Squadra 1
- Mansae dei Seventeen

Squadra 1: Kim Tae-dong (leader, centro, rapper), Park Woo-dam (voce principale), Ju Won-tak (controcanto), Kim Yeon-kuk (controcanto), Woo Jin-young (rapper). Nam Yoon-sung si ritira durante le prove per motivi di salute.
Squadra 2: Cho Gyu-min (leader, centro, rapper), Kim Yong-jin (voce principale), Kim Chan-yul (controcanto), Jo Seong-wook (controcanto), Jeong Joong-ji (controcanto), Choi Ha-don (rapper)
Vincitore: Squadra 1
- Sorry, Sorry dei Super Junior

Squadra 1: Ha Min-ho (leader, controcanto), Kwon Hyub (centro, controcanto), Yu Seon-ho (controcanto), Jo Yong-geun (controcanto), Kim Nam-hyung (controcanto), Choi Dong-ha (voce principale)
Squadra 2: Kim Jong-hyeon (leader, controcanto), Ong Sung-woo (centro, controcanto), Hwang Min-hyun (controcanto), Kang Daniel (controcanto), Kwon Hyun-bin (controcanto), Kim Jae-hwan (voce principale)
Vincitore: Squadra 2
- Shock dei Beast

Squadra 1: Kim Do-hyun (leader, rapper), Choi Seung-hyeok (centro, controcanto), Seo Seong-hyuk (controcanto), Son Dong-myeong (controcanto), Jung Hyo-jun (rapper), Wang Min-hyeok (voce principale)
Squadra 2: Park Hee-seok (leader, controcanto), Yoo Kyoung-mok (centro, controcanto), Lee Ki-won (controcanto), Im Woo-hyeok (rapper), Jung Dong-su (rapper), Choi Jin-hyung (voce principale)
Vincitore: Squadra 2
- Be Mine degli Infinite

Squadra 1: Lee Ji-han (centro, controcanto), Yoo Hoe-seung (leader, voce principale), Kim Chan (controcanto), Choi Hee-soo (controcanto), Choi Jae-woo (rapper), Kim Ye-hyeon (rapper)
Squadra 2: Takada Kenta (centro, rapper), Lee You-jin (leader, rapper), Kim Dong-hyun (controcanto), Jung Se-woon (controcanto), Park Sung-woo (controcanto), Lim Young-min (rapper), Lee Woo-jin (voce principale)
Vincitore: Squadra 2
- Boy In Luv dei BTS

Squadra 1: Lee Eui-woong (rapper principale), Kim Samuel (rapper), Joo Hak-nyeon (rapper), Ha Seng-un (leader, canto), Lee Dae-hwi (canto), Bae Jin-young (canto), Park Ji-hoon (centro, canto)
Squadra 2: Kim Sang-been (leader, rapper principale), Lai Kuan-lin (rapper), Lee In-soo (centro, rapper), Kang Dong-ho (canto), Jin Longguo (canto), Lee Gun-min (canto)
Vincitore: Squadra 1
Dopo l'ultima esibizione, ai ragazzi viene mostrata la classifica individuale basata solamente sui voti ricevuti dalla platea, sommati ai 3000 punti aggiuntivi per i concorrenti delle squadre vincitrici. Park Woo-dam della HF Music Company prende il primo posto della classifica individuale e la sua squadra (la prima di Mansae) della classifica dei gruppi; può così esibirsi nuovamente a M! Countdown.

### Episodio 5 (5 maggio 2017)
In questo episodio, Kim So-hye, Choi Yoo-jung e Kim So-hee della prima edizione del programma appaiono come commentatrici speciali. Prima dell'inizio delle eliminazioni, vengono mostrati dei filmati inediti, quali la vita nei dormitori, una serie di esercizi ginnici, una candid camera e una dance battle presentata da Kim Do-yeon e Choi Yoo-jung delle IOI, la quale viene vinta da Hong Eun-ki. In seguito, i 98 partecipanti scelgono il più bello tra di loro, che risulta essere Park Ji-hoon. BoA passa poi ad annunciare la classifica dalla posizione 59 alla 1, terminando con l'ultimo concorrente a salvarsi, il numero 60. Prima di salutare i concorrenti, BoA li informa che le squadre per la terza missione, ovverosia la valutazione per concept, verranno decise da un sondaggio online; si tratta di una notevole differenza rispetto alla prima edizione, dove le ragazze poterono scegliere la canzone che volevano.

### Episodio 6 (12 maggio 2017)
BoA annuncia ai concorrenti la nuova sfida: dovranno esibirsi a gruppi in una canzone appartenente a una delle tre categorie previste, ovvero canto, ballo e rap. Ci sono cinque brani per la categoria vocale da ri-arrangiare, quattro per quella di ballo da ri-coreografare e quattro di cui rifare il rap. Ogni canzone ha un limite massimo di membri. I concorrenti iniziano a scegliere quale vogliono fare, seguendo l'ordine stabilito dalla classifica, tuttavia non sanno con chi saranno in squadra. BoA annuncia anche che il concorrente vincente per ogni categoria riceverà 110.000 punti extra, il vincitore di ogni squadra 10.000, e che alla prova seguirà un'eliminazione che ridurrà il numero di aspiranti a 35.
Le performance vengono presentate da Leeteuk dei Super Junior. In questo episodio si esibiscono sei gruppi.
- If It Is You di Jung Seung-hwan (canto): Kim Seong-ri, Jin Longguo, Kim Ye-hyeon, Joo Jin-woo
- Right Round di Flo Rida (ballo): Yeo Hwan-woon, Joo Hak-nyeon, Hong Eun-ki, Byun Hyun-min, Kim Nam-hyung, Yoo Hoe-seung
- Boys and Girls di Zico (rap): Lim Young-min, Kim Dong-hyun, Kim Dong-bin
- Shape of You di Ed Sheeran (ballo): Roh Tae-hyun, Park Sung-woo, Kim Tae-dong, Justin, Kim Dong-han, Lee Joon-woo
- Fear di Song Min-ho e Taeyang (rap): Lai Kuan-lin, Kim Jong-hyeon, Kim Tae-min, Jang Moon-vok
- Playing With Fire delle Blackpink (canto): Kang Dong-ho, Lee Dae-hwi, Jung Se-woon, Choi Min-gi

La squadra di Shape of You riceve la prima richiesta di bis avvenuta nel programma.

### Episodio 7 (19 maggio 2017)
I gruppi in gara rimanenti si esibiscono con le rispettive canzoni.
- Spring Day dei BTS (canto): Lee Woo-jin, Bae Jin-young, Yu Seon-ho, Takada Kenta, Kim Yong-jin.
- Pop degli NSYNC (ballo): Jung Jung, Park Woo-dam, Lee In-soo, Lee Ki-won, Yoon Jae-chan, Kim Sang-been
- I'm Not the Same Person You Used to Know di Simon Dominic, One, G2 e Bewhy (rap): Woo Jin-young, Kim Sang-kyun, Lee Eui-woong. Del gruppo fa parte anche Ha Min-ho, ma, a causa della controversia risultante nella sua uscita dal programma, la sua presenza viene mascherata tagliandolo fuori dall'inquadratura o sfocandolo[22].
- Rhythm Ta degli Ikon (rap): Lee You-jin, Lee Gwang-hyun, Kim Tae-woo
- Amazing Kiss di BoA (canto): Lee Keon-hee, Yoon Hee-seok, Jung Dong-su, Seo Seong-hyuk
- Downpour delle IOI (canto): Kim Jae-hwan, Yoon Ji-seong, Hwang Min-hyun, Ha Seng-un, Kwo Hyun-bin
- Get Ugly di Jason Derulo (ballo): Kang Daniel, Park Ji-hoon, Ong Sung-woo, Kim Samuel, Ahn Hyeong-seop, Park Woo-jin

Al termine, ai concorrenti viene mostrata la classifica che si è venuta a creare. Lee Keon-hee, Roh Tae-hyun e Kim Jong-hyeon emergono vincitori nelle categorie, rispettivamente, di canto, ballo e rap.

### Episodio 8 (26 maggio 2017)
L'episodio inizia con BoA che offre ai ragazzi la pizza prima di volare oltremare per un concerto. Al suo ritorno, annuncia la nuova prova che precederà il terzo giro di eliminazioni; siccome il secondo giro di eliminazioni non è ancora avvenuto, ciò significa che tutti e 58 i concorrenti dovranno iniziare ad esercitarsi, ma non tutti riusciranno ad esibirsi. Ai partecipanti vengono presentate cinque nuove canzoni di generi diversi, e la squadra vincitrice riceverà 220.000 voti in più. Ogni gruppo potrà essere composto al massimo da 7 membri (ad eliminazioni già concluse) e il benefit verrà spartito assegnando 100.000 punti al più votato della squadra e 20.000 a ciascuno degli altri. La composizione delle squadre è stata decisa tramite il sondaggio online introdotto al termine del quinto episodio; tuttavia, a causa della controversia sulla manipolazione dei voti, Kang Daniel, Lee Ki-won e Kim Dong-bin vengono banditi dalle canzoni che preferivano ed assegnati ai posti rimasti. Dopo aver preparato le esibizioni, i concorrenti vengono convocati per la seconda eliminazione: vengono rivelate innanzitutto le posizioni dalla 34 alla 1, con Kim Jong-hyeon in vetta, poi l'ultimo a salvarsi, il numero 35, che risulta essere Kim Dong-han della Oui Entertainment. Inframmezzo, viene mostrata una gara tra i ragazzi per vedere chi colpisca più forte con il pugno; a vincere è Kang Dong-ho.

### Episodio 9 (2 giugno 2017)
In seguito alle eliminazioni, le squadre vengono riorganizzate in gruppi da sette. I ragazzi riprendono le esercitazioni, riassegnando le parti, incontrando i produttori ed esibendosi davanti a loro. Il giorno dell'esibizione, le squadre si presentano sul palco così formate:
- Show Time (nu-disco, di Lee Gun-woo, Oh Seong-hwan, Ashtray e Kingmaker): Roh Tae-hyun, Kim Sang-kyun, Park Woo-dam, Kim Samuel, Ha Seng-un, Lee Woo-jin, Yoon Ji-seong
- I Know You Know (funk e synth pop, di Hyuk Shin): Kwon Hyun-bin, Seo Seong-hyuk, Kim Dong-han, Kim Tae-dong, Jang Moon-vok, Kim Dong-hyun, Kim Ye-hyeon
- Open Up (future EDM, di Devine Channel): Kang Daniel, Kang Dong-ho, Jin Longguo, Joo Hak-nyeon, Yu Seon-ho, Takada Kenta, Lim Young-min
- Oh Little Girl (hip hop, di Kiggen e Assbrass): Lee Keon-hee, Lee Eui-woong, Jung Se-woon, Choi Min-gi, Bae Jin-young, Park Ji-hoon, Ahn Hyeong-seop
- Never (deep house, dei Triple H): Kim Jong-hyeon, Lee Dae-hwi, Lai Kuan-lin, Hwang Min-hyun, Kim Jae-hwan, Ong Sung-woo, Park Woo-jin

La squadra di Open Up, oltre a ricevere la richiesta di bis, vince la sfida, ottenendo il bonus di punti e la possibilità di esibirsi a M! Countdown.

### Episodio 10 (9 giugno 2017)
Prima delle eliminazioni vengono mostrati video precedenti dei concorrenti, della loro vita nei dormitori e mentre svolgono dei giochi di gruppo presentati da Ong Sung-woo e Yoon Ji-seong, con la squadra di "Open Up" che emerge vincitrice. Devono anche scegliere il partecipante per cui voterebbero: Yoon Ji-seong della MMO Entertainment prende il primo posto, mentre Kang Daniel, Jung Se-woon, Park Ji-hoon, Ong Sung-woo e Park Woo-jin i successivi. Alle eliminazioni, BoA rivela che solo in 20 passeranno all'ultima prova, e annuncia che Kang Daniel ha vinto la sfida dei concept, aggiudicandosi 100.000 voti di benefit. Quest'ultimo e Park Ji-hoon si contendono il primo posto, con Daniel che passa infine in testa. Vengono poi convocati i due concorrenti in lizza per il 20º posto, Jin Longguo della Choon Entertainment e Lai Kuan-lin della Cube Entertainment, che scampa all'eliminazione. BoA annuncia quindi l'ultima prova, la valutazione sulla canzone di debutto. Vengono presentati due brani, "Hands on Me" (prodotto da The Underdogs e Deez) e "Super Hot" (prodotto da Ryan Jhun), che verranno eseguite in diretta il 16 giugno. I concorrenti verranno divisi in due squadre da 10; le parti disponibili sono una voce principale, sei-sette controcanti e due-tre rapper a canzone, mentre ognuno avrà l'opportunità di diventare il centro del proprio brano. I ragazzi scelgono le loro posizioni iniziando dal diciassettesimo, Lim Young-min, come penalità per la controversia sulla manipolazione dei voti, per poi procedere dal fondo della classifica, e i meglio classificati hanno il vantaggio di spostare in un'altra posizione chi ha già occupato quella che vogliono. Confermate le posizioni per ciascun gruppo, iniziano gli allenamenti con la creazione della coreografia.

### Episodio 11 (16 giugno 2017)
Vengono trasmessi i nastri delle audizioni e le ultime interviste, poi lo spettatore viene informato che potrà votare tramite SMS inviando il codice di uno solo dei concorrenti; il suo voto verrà poi sommato a quelli ricevuti online. Durante la serata, viene annunciato di tanto in tanto il concorrente classificato undicesimo in quel momento per incentivare il voto. Gli ultimi concorrenti, insieme a quelli eliminati, si esibiscono con "It's Me (Pick Me)", poi BoA svela che il nome del gruppo sarà Wanna One (워너원?, Woneo-wonLR). Si passa alle esibizioni, cominciando dal gruppo di "Super Hot" (composto da Ha Seng-un, Kim Samuel, Kang Dong-ho, Yu Seon-ho, Ahn Hyeong-seop, Lee Dae-hwi, Choi Min-gi, Lim Young-min, Kim Jong-hyeon e Lai Kuan-lin) con Ha Seng-un come centro, seguito dal gruppo di "Hands on Me" (composto da Kim Jae-hwan, Kang Daniel, Ong Seong-woo, Bae Jin-young, Hwang Min-hyun, Jung Se-woon, Joo Hak-nyeon, Yoon Ji-seong, Park Woo-jin e Park Ji-hoon) con Bae Jin-young come centro. Viene poi trasmesso un filmato registrato in precedenza, dove i ragazzi ricevono delle videolettere o delle visite a sorpresa dei parenti; inoltre registrano in studio una canzone speciale "Always (In This Place)", che viene anche eseguita live sul palco.
Le votazioni giungono al termine e inizia l'annuncio della classifica: Bae Jin-young, Hwang Min-hyun, Yoon Ji-seong, Lai Kuan-lin, Park Woo-jin, Ong Seong-woo, Kim Jae-hwan e Lee Dae-hwi si classificano rispettivamente dalla decima posizione alla terza. Kang Daniel e Park Ji-hoon sono nuovamente in lizza per il primo posto, anche questa volta occupato da Daniel, che rappresenterà così il centro dei Wanna One. Ha Seng-un viene annunciato come undicesimo ed ultimo membro del gruppo.

## Tabella delle classifiche
Per gli episodi dall'1 all'8, agli spettatori è stato permesso votare undici concorrenti alla volta, per il 9 e il 10 due concorrenti, mentre per l'ultimo episodio uno solo. Contrariamente alla prima edizione, è stato permesso di votare solo ai numeri di cellulare sudcoreani con un account di CJ One o TMON per evitare frodi.
Al termine degli episodi 4, 7 e 9 è stata mostrata soltanto la classifica parziale senza i voti ricevuti online; la classifica totale è stata pubblicata al termine dell'episodio successivo.
Legenda
- Concorrente nella top 11
- Concorrente eliminato
- Concorrente ritirato

| Concorrente                 | Agenzia                     | Episodi | Episodi | Episodi | Episodi | Episodi | Episodi | Episodi | Episodi |
| Concorrente                 | Agenzia                     | 1       | 2       | 3       | 4-5     | 6       | 7-8     | 9-10    | 11      |
| --------------------------- | --------------------------- | ------- | ------- | ------- | ------- | ------- | ------- | ------- | ------- |
| Kang Daniel (강다니엘?)     | MMO Entertainment           | 23      | 23      | 12      | 5       | 2       | 8       | 1       | 1       |
| Park Ji-hoon (박지훈?)      | Maroo Entertainment         | 1       | 1       | 1       | 1       | 3       | 3       | 2       | 2       |
| Lee Dae-hwi (이대휘?)       | Brand New Music             | 3       | 3       | 2       | 7       | 10      | 4       | 10      | 3       |
| Kim Jae-hwan (김재환?)      | Indipendente                | 27      | 18      | 18      | 16      | 7       | 9       | 13      | 4       |
| Ong Sung-woo (옹성우?)      | Fantagio                    | 8       | 4       | 4       | 4       | 6       | 7       | 8       | 5       |
| Park Woo-jin (박우진?)      | Brand New Music             | 72      | 75      | 38      | 24      | 16      | 14      | 6       | 6       |
| Lai Kuan-lin (라이관린?)    | Cube Entertainment          | 10      | 6       | 7       | 9       | 5       | 2       | 20      | 7       |
| Yoon Ji-seong (윤지성?)     | MMO Entertainment           | 35      | 19      | 9       | 3       | 13      | 15      | 9       | 8       |
| Hwang Min-hyun (황민현?)    | Pledis Entertainment        | 11      | 9       | 16      | 11      | 4       | 6       | 11      | 9       |
| Bae Jin-young (배진영?)     | C9 Entertainment            | 5       | 12      | 10      | 12      | 14      | 12      | 4       | 10      |
| Ha Seng-un (하성운?)        | Ardor and Able              | 34      | 28      | 23      | 21      | 27      | 25      | 3       | 11      |
| Jung Se-woon (정세운?)      | Starship Entertainment      | 13      | 17      | 11      | 13      | 15      | 17      | 19      | 12      |
| Kang Dong-ho (강동호?)      | Pledis Entertainment        | 19      | 14      | 20      | 20      | 8       | 11      | 12      | 13      |
| Kim Jong-hyeon (김종현?)    | Pledis Entertainment        | 15      | 11      | 13      | 8       | 1       | 1       | 7       | 14      |
| Lim Young-min (임영민?)     | Brand New Music             | 24      | 27      | 31      | 27      | 12      | 5       | 17      | 15      |
| Ahn Hyeong-seop (안형섭?)   | Yuehua Entertainment        | 7       | 7       | 5       | 6       | 20      | 19      | 14      | 16      |
| Yu Seon-ho (유선호?)        | Cube Entertainment          | 22      | 16      | 15      | 15      | 11      | 13      | 16      | 17      |
| Kim Samuel (김사무엘?)      | Brave Entertainment         | 6       | 2       | 3       | 2       | 17      | 16      | 5       | 18      |
| Joo Hak-nyeon (주학년?)     | Cre.Ker Entertainment       | 4       | 8       | 6       | 10      | 9       | 10      | 18      | 19      |
| Choi Min-gi (최민기?)       | Pledis Entertainment        | 14      | 15      | 19      | 19      | 18      | 20      | 15      | 20      |
| Jin Longguo (김용국?)       | Choon Entertainment         | 44      | 49      | 37      | 34      | 35      | 18      | 21      |         |
| Kwon Hyun-bin (권현빈?)     | YGKPlus                     | 16      | 20      | 22      | 23      | 33      | 34      | 22      |         |
| Lee Eui-woong (이의웅?)     | Yuehua Entertainment        | 9       | 10      | 14      | 17      | 25      | 23      | 23      |         |
| Takada Kenta (타카다 켄타?) | Star Road Entertainment     | 21      | 25      | 29      | 28      | 24      | 31      | 24      |         |
| Roh Tae-hyun (노태현?)      | Ardor and Able              | 61      | 48      | 24      | 26      | 32      | 21      | 25      |         |
| Kim Sang-kyun (김상균?)     | Hunus Entertainment         | 47      | 38      | 47      | 43      | 23      | 27      | 26      |         |
| Jang Moon-vok (장문복?)     | ONO Entertainment           | 2       | 5       | 8       | 14      | 26      | 32      | 27      |         |
| Kim Dong-hyun (김동현?)     | Brand New Music             | 42      | 46      | 35      | 39      | 41      | 29      | 28      |         |
| Kim Dong-han (김동한?)      | Oui Entertainment           | 57      | 78      | 78      | 37      | 34      | 35      | 29      |         |
| Kim Tae-dong (김태동?)      | The Vibe Label              | 37      | 45      | 28      | 25      | 28      | 22      | 30      |         |
| Seo Sung-hyuk (서성혁?)     | WH Creative                 | 95      | 88      | 95      | 51      | 19      | 24      | 31      |         |
| Kim Ye-hyeon (김예현?)      | Widmay                      | 71      | 93      | 34      | 40      | 55      | 33      | 32      |         |
| Lee Keon-hee (이건희?)      | Rainbow Bridge World        | 17      | 24      | 27      | 29      | 29      | 30      | 33      |         |
| Lee Woo-jin (이우진?)       | Media Line                  | 20      | 22      | 21      | 18      | 22      | 26      | 34      |         |
| Park Woo-dam (박우담?)      | HF Music Company            | 59      | 57      | 68      | 55      | 21      | 28      | 35      |         |
| Jeong Dong-su (정동수?)     | S How Entertainment         | 60      | 52      | 36      | 35      | 30      | 36      |         |         |
| Park Sung-woo (박성우?)     | HIM Entertainment           | 12      | 13      | 17      | 22      | 31      | 37      |         |         |
| Hong Eun-ki (홍은기?)       | GON Entertainment           | 29      | 31      | 41      | 36      | 38      | 38      |         |         |
| Yoo Hoe-seung (유회승?)     | FNC Entertainment           | 43      | 39      | 49      | 56      | 36      | 39      |         |         |
| Woo Jin-young (우진영?)     | HF Music Company            | 55      | 50      | 45      | 42      | 40      | 40      |         |         |
| Joo Jin-woo (주진우?)       | MMO Entertainment           | 77      | 80      | 77      | 45      | 42      | 41      |         |         |
| Yeo Hwan-ung (여환웅?)      | Rainbow Bridge World        | 32      | 32      | 39      | 49      | 54      | 42      |         |         |
| Justin (저스틴?)            | Yuehua Entertainment        | 18      | 21      | 26      | 31      | 48      | 43      |         |         |
| Lee Gwang-hyun (이광현?)    | Starship Entertainment      | 45      | 47      | 40      | 44      | 43      | 44      |         |         |
| Byun Hyun-min (변현민?)     | K-Tigers                    | 52      | 70      | 73      | 52      | 44      | 45      |         |         |
| Yoon Hee-seok (윤희석?)     | Jellyfish Entertainment     | 25      | 26      | 32      | 30      | 45      | 46      |         |         |
| Kim Seong-lee (김성리?)     | C2K Entertainment           | 69      | 60      | 53      | 46      | 51      | 47      |         |         |
| Kim Sang-been (김상빈?)     | Indipendente                | 46      | 51      | 55      | 60      | 39      | 48      |         |         |
| Kim Tae-woo (김태우?)       | Narda Entertainment         | 28      | 34      | 44      | 38      | 49      | 49      |         |         |
| Lee Jun-woo (이준우?)       | FENT                        | 30      | 36      | 33      | 41      | 58      | 50      |         |         |
| Zhu Zheng-ting (정정?)      | Yuehua Entertainment        | 31      | 29      | 42      | 50      | 57      | 51      |         |         |
| Kim Nam-hyung (김남형?)     | S How Entertainment         | 75      | 58      | 46      | 54      | 47      | 52      |         |         |
| Lee Ki-won (이기원?)        | 2Y Entertainment            | 63      | 65      | 58      | 58      | 46      | 53      |         |         |
| Lee You-jin (이유진?)       | Namoo Actors                | 58      | 42      | 48      | 48      | 50      | 54      |         |         |
| Yoon Jae-chan (윤재찬?)     | The Vibe Label              | 67      | 55      | 60      | 59      | 52      | 55      |         |         |
| Kim Yong-jin (김용진?)      | Wings Entertainment         | 88      | 84      | 61      | 53      | 53      | 56      |         |         |
| Lee In-soo (이인수?)        | Indipendente                | 33      | 30      | 43      | 57      | 56      | 57      |         |         |
| Kim Dong-bin (김동빈?)      | Kiwi Media Group            | 40      | 37      | 25      | 33      | 59      | 58      |         |         |
| Kim Tae-min (김태민?)       | Hanahreum Entertainment     | 26      | 33      | 30      | 32      | 37      | –       |         |         |
| Ha Min-ho (하민호?)         | The Vibe Label              | 50      | 63      | 63      | 47      | -       |         |         |         |
| Seong Hyun-woo (성현우?)    | The Vibe Label              | 54      | 67      | 84      | 61      |         |         |         |         |
| Ju Won-tak (주원탁?)        | 2able Company               | 92      | 83      | 94      | 62      |         |         |         |         |
| Choi Dong-ha (최동하?)      | Indipendente                | 38      | 35      | 51      | 63      |         |         |         |         |
| Jeong Joong-ji (정중지?)    | Wayz Company                | 64      | 77      | 59      | 64      |         |         |         |         |
| Kwon Hyeop (권협?)          | Maroo Entertainment         | 41      | 41      | 52      | 65      |         |         |         |         |
| Im Woo-hyeok (임우혁?)      | Blessing Entertainment      | 49      | 53      | 57      | 66      |         |         |         |         |
| Jung Hyo-jun (정효준?)      | YGKPlus                     | 36      | 44      | 54      | 67      |         |         |         |         |
| Son Dong-myeong (손동명?)   | Rainbow Bridge World        | 53      | 61      | 69      | 68      |         |         |         |         |
| Lee Seo-kyu (이서규?)       | IT Entertainment            | 91      | 43      | 50      | 69      |         |         |         |         |
| Kim Hyeon-woo (김현우?)     | YGKPlus                     | 66      | 82      | 89      | 70      |         |         |         |         |
| Choi Tae-woong (최태웅?)    | MMO Entertainment           | 76      | 71      | 65      | 71      |         |         |         |         |
| Cho Jin-hyung (조진형?)     | CS Entertainment            | 85      | 92      | 75      | 72      |         |         |         |         |
| Yoon Yong-bin (윤용빈?)     | Banana Entertainment        | 80      | 73      | 67      | 73      |         |         |         |         |
| Han Min-ho (한민호?)        | IT Entertainment            | 84      | 96      | 82      | 74      |         |         |         |         |
| Yu Jin-won (유진원?)        | Blessing Entertainment      | 79      | 87      | 70      | 75      |         |         |         |         |
| Kim Yeon-kuk (김연국?)      | I.One Entertainment         | 97      | 91      | 92      | 76      |         |         |         |         |
| Jeong Shi-hyun (정시현?)    | GNI Entertainment           | 48      | 56      | 62      | 77      |         |         |         |         |
| Kim Chan-yul (김찬율?)      | The Jackie Chan Group Korea | 93      | 90      | 96      | 78      |         |         |         |         |
| Choi Seung-hyeok (최승혁?)  | Yuehua Entertainment        | 70      | 76      | 64      | 79      |         |         |         |         |
| Lee Hoo-lim (이후림?)       | YGKPlus                     | 62      | 68      | 76      | 80      |         |         |         |         |
| Kim Jae-han (김재한?)       | MMO Entertainment           | 83      | 64      | 72      | 81      |         |         |         |         |
| Kim Chan (김찬?)            | Indipendente                | 39      | 40      | 56      | 82      |         |         |         |         |
| Jang Dae-hyeon (장대현?)    | Oui Entertainment           | 51      | 54      | 66      | 83      |         |         |         |         |
| Yoo Kyoung-mok (유경목?)    | Total Set                   | 78      | 62      | 74      | 84      |         |         |         |         |
| Choi Ha-don (최하돈?)       | The Jackie Chan Group Korea | 73      | 86      | 91      | 85      |         |         |         |         |
| Park Hee-seok (박희석?)     | Gini Stars Entertainment    | 89      | 66      | 87      | 86      |         |         |         |         |
| Ryu Ho-yeon (유호연?)       | I.One Entertainment         | 96      | 95      | 93      | 87      |         |         |         |         |
| Cho Gyu-min (조규민?)       | IMX                         | 94      | 89      | 97      | 88      |         |         |         |         |
| Wang Min-hyeok (왕민혁?)    | Gini Stars Entertainment    | 98      | 85      | 98      | 89      |         |         |         |         |
| Choi Jun-young (최준영?)    | STL Entertainment           | 82      | 98      | 81      | 90      |         |         |         |         |
| Jo Sung-wook (조성욱?)      | Oui Entertainment           | 87      | 97      | 90      | 91      |         |         |         |         |
| Kim Do-hyun (김도현?)       | Gini Stars Entertainment    | 86      | 69      | 86      | 92      |         |         |         |         |
| Jo Yong-geun (조용근?)      | HF Music Company            | 65      | 59      | 71      | 93      |         |         |         |         |
| Lee Gun-min (이건민?)       | Rainbow Bridge World        | 56      | 81      | 83      | 94      |         |         |         |         |
| Jeong Won-cheol (정원철?)   | HF Music Company            | 81      | 72      | 85      | 95      |         |         |         |         |
| Choi Hee-soo (최희수?)      | I.One Entertainment         | 68      | 79      | 79      | 96      |         |         |         |         |
| Choi Jae-woo (최재우?)      | Rainbow Bridge World        | 74      | 94      | 80      | 97      |         |         |         |         |
| Lee Ji-han (이지한?)        | Pan                         | 90      | 74      | 88      | 98      |         |         |         |         |
| Han Jong-youn (한종연?)     | Maroo Entertainment         | –       |         |         |         |         |         |         |         |
| Nam Yoon-sung (남윤성?)     | I.One Entertainment         | –       |         |         |         |         |         |         |         |
| Kim Shi-hyun (김시현?)      | Choon Entertainment         | –       |         |         |         |         |         |         |         |

## Discografia
| Titolo                                       | Anno | Posizione massima | Posizione massima | Vendite         | Album               |
| Titolo                                       | Anno | KOR               | KOR Hot.          | Vendite         | Album               |
| -------------------------------------------- | ---- | ----------------- | ----------------- | --------------- | ------------------- |
| "It's Me (Pick Me)" (나야 나)                | 2017 | 26                | 40                | - KOR: 623.379+ | Singolo             |
| "Show Time" (It's)                           | 2017 | 25                | 89                | - KOR: 173.564+ | 35 Boys 5 Concepts  |
| "I Know You Know" (Boys Under the Moonlight) | 2017 | 21                | 91                | - KOR: 179.536+ | 35 Boys 5 Concepts  |
| "Open Up" (열어줘) (Knock)                   | 2017 | 10                | 52                | - KOR: 294.147+ | 35 Boys 5 Concepts  |
| "Oh Little Girl" (Slate)                     | 2017 | 7                 | 40                | - KOR: 362.793+ | 35 Boys 5 Concepts  |
| "Never" (Nation's Son)                       | 2017 | 2                 | 18                | - KOR: 718.962+ | 35 Boys 5 Concepts  |
| "Hands on Me"                                | 2017 | 11                | 44                | - KOR: 201.738+ | Produce 101 – Final |
| "Super Hot"                                  | 2017 | 19                | 63                | - KOR: 162.786+ | Produce 101 – Final |
| "Always" (이 자리에)                         | 2017 | 17                | 66                | - KOR: 175.951+ | Produce 101 – Final |

## Ascolti
| N° episodio | Data di trasmissione | Share medio         | Share medio                | Share medio         | Share medio |
| N° episodio | Data di trasmissione | AGB Nielsen         | AGB Nielsen                | TNmS                |             |
| N° episodio | Data di trasmissione | A livello nazionale | Area metropolitana di Seul | A livello nazionale |             |
| ----------- | -------------------- | ------------------- | -------------------------- | ------------------- | ----------- |
| 1           | 7 aprile 2017        | 1,638%              | 1,606%                     | 2,1%                |             |
| 2           | 14 aprile 2017       | 1,912%              | 1,972%                     | 2,5%                |             |
| 3           | 21 aprile 2017       | 2,260%              | 2,142%                     | 3,2%                |             |
| 4           | 28 aprile 2017       | 2,321%              | 2,392%                     | 3,0%                |             |
| 5           | 5 maggio 2017        | 3,001%              | 2,746%                     | 3,9%                |             |
| 6           | 12 maggio 2017       | 3,054%              | 2,779%                     | 4,4%                |             |
| 7           | 19 maggio 2017       | 3,096%              | 3,166%                     | 4,2%                |             |
| 8           | 26 maggio 2017       | 3,275%              | 3,361%                     | 4,8%                |             |
| 9           | 2 giugno 2017        | 2,966%              | 2,514%                     | 4,5%                |             |
| 10          | 9 giugno 2017        | 3,927%              | 4,147%                     | 4,9%                |             |
| 11          | 16 giugno 2017       | 5,197%              | 5,088%                     | 6,4%                |             |
| Media       | Media                | 2,968%              | 2,901%                     | 3,99%               |             |